# کلارا بات
بانو کلارا اِلن بات (انگلیسی: Dame Clara Ellen Butt؛ ‏ ۱ فوریهٔ ۱۸۷۲ – ۲۳ ژانویهٔ ۱۹۳۶) خواننده اپرا اهل بریتانیا بود. او دانش‌آموختهٔ کالج سلطنتی موسیقی بود.
وی صدایی بَم، قوی و با صلابت داشت، آنچنان که آهنگسازان معاصری چون ادوارد الگار و کامی سن-سانس را تحت تأثیر قرار داد که اولی برایش یک ترانه هم ساخت. او یک اپرا از کریستف ویلیبالد گلوک هم اجرا کرد.